# 土佐清水市立清水小学校
土佐清水市立清水小学校（とさしみずしりつ しみずしょうがっこう）は、高知県土佐清水市にある公立小学校。

## 所在地
- 高知県土佐清水市幸町7-1

## 沿革
- 創立　明治７年　鍛冶屋駄場の民家を借りて、清松村清水(元山崎医院東)に高知県幡多郡清松村清水尋常小学校として開校。
- 明治 9年　校区制定により、浦尻村 本清水浦 越浦を分離し、越小学校が開設。
- 明治20年　小学校令改正により、越小学校を合併して尋常科編成。
- 明治42年　校地を旧清水中の畑に移し、校舎を新築する。
- 大正14年　校旗を制定する。
- 昭和８年　 開校60周年記念式を行う。
- 昭和11年   校地を現在地に移し、校舎新築落成式を行う。
- 昭和12年   加久見尋常小学校を合併し、16学級となる。
- 昭和16年   国民学校令により、校名が清水国民学校となる。
- 昭和22年　新学制により、校名が清水町立清水小学校となる。
- 昭和26年　横道に分校を開設する。
- 昭和29年　市制施行により、校名が土佐清水市立清水小学校となる。
- 昭和39年　正門に鉄製扉を新設、校章を作り正門に取り付ける。
- 昭和41年　プ－ル完成。
- 昭和47年　新校舎（現）に移転する。
- 昭和48年　校歌を制定する。
- 昭和50年　開校百周年記念式を行い、百年誌編纂と記念碑建立。
- 昭和52年　体育館新築落成式。
- 昭和61年　横道分校休校。
- 平成元年　南校舎を大規模改修工事。
- 平成2年　 大規模改修工事(中, 北校舎)
- 平成8年　 コンピュ－タ－室設置。
- 平成10年　プール改築工事実施。
- 平成15年　土佐清水市立清水小学校 横道分校を廃校。  学力向上フロンティア校(文部科学省指定 ～平成16年)
- 平成16年　養老小学校と統合。体育館新緞帳。
- 平成17年　学力向上拠点形成事業指定校(文部科学省指定 ～平成19年)。  パソコン室エアコン完備。
- 平成18年　養老小学校を廃校。学力向上拠点形成事業指定校(文部科学省指定 ～平成19年)山の学習支援事業。
- 平成19年　学力向上拠点形成事業指定校(文部科学省指定 ～平成19年)  山の学習支援事業。
- 平成22年　新教育課程拠点事業指定(～24年度)、山の学習支援事業.。
- 平成23年　新教育課程拠点校事業指定（～24年度）、山の学習支援事業。
- 平成24年　新教育課程拠点校事業指定（～24年度）、山の学習支援事業。
- 平成25年　教育課程拠点校事業指定（～27年度）、山の学習支援事業。
- 平成26年　教育課程拠点校指定事業（～27年度）、研究発表会（11月19日予定）山の学習支援事業。
- 平成27年　教育課程拠点校指定事業（～27年度）、研究発表会（6月24日）  校舎改築工事 （校舎解体 第１期工事着工～29年1月）
- 平成28年　教育課程拠点校指定事業（平成28～30年）、窪津小統合。  校舎改築第1期工事29年1月末完成、新校舎授業開始。新遊具設置。
- 平成29年　教育課程拠点校指定事業（平成28～30年）、校舎改築第2期工事、平成30年3月12日完成  新校舎・体育館・プール改修。
- 平成30年　中浜小学校を統合。教育課程拠点校指定事業（平成28-30年）  校舎落成記念式典 平成30年4月28日。
- 令和 元年　「高知の授業をつくる」算数科授業づくり講座拠点校事業、外国語教育拠点校事業、退勤システム導入。
- 令和 2年　高知県実践的防災教育推進事業（～令和3年度）。外国語教育拠点校事業
- 令和 3年　高知県実践的防災教育推進事業（２年目）。

（西暦2024年 開校150周年 タイムカプセル開封予定）